# Hikaru Hayashi
Hikaru Hayashi (Japans: 林光, Hayashi Hikaru) (Tokio, 22 oktober 1931 – aldaar, 5 januari 2012) was een hedendaags Japans componist, pianist en dirigent.

## Levensloop
Hayashi heeft aan de Tokyo University of the Arts gestudeerd. Zijn oeuvre omvat symfonische werken, werken voor harmonieorkest, koren en kamermuziek alsook filmmuziek. Hij is ook dirigent van de Tokyo Philharmonic Chorus. In 1998 won hij de 30th Suntory Music Award. 
Hij was artistiek directeur van het Opera Theater Konnyakuza. 

## Composities

### Werken voor orkest
- 1953 Symphony in G voor orkest
- 1974 Kugyo voor klein ensemble
- 1974 rev. 1982 WINDS voor orkest
- 1985 Symfonie no. 2 voor orkest
- 1993 Concert voor gitaar en orkest
- 1996 Viola concerto - “Elegia” voor altviool en strijkorkest

### Werken voor harmonieorkest
- 1987 Fanciful Opera voor eufonium en symfonisch blaasorkest
- 1988 Flame of Prometheus voor harmonieorkest

### Muziektheater

#### Opera's
| Voltooid in | titel                                                       | aktes | première                                                                  | libretto            |
| ----------- | ----------------------------------------------------------- | ----- | ------------------------------------------------------------------------- | ------------------- |
| 1958        | Amanjaku to Uriko-hime                                      |       | 26 september 1968, Tokio, Toshi Center Hall                               |                     |
| 1986        | Gauche the Cellist                                          |       | 1986, Tokio                                                               | Kenji Miyazawa      |
| 2002-2003   | Mori wa Ikiteiru                                            |       | 10 januari 2003, Tokio, Opera Theater Konnyaku-za/Setagaya Public Theatre |                     |
| 2003        | Hakuboku no Wa                                              |       | 23 september 2003, Yokohama, Kanagawa Kenmin Hall                         |                     |
| ?           | Dvenadtsat' mesyatsev                                       |       |                                                                           | Samuil Marshak      |
| ?           | Metamorphosis                                               |       |                                                                           | Franz Kafka         |
| ?           | I am a cat                                                  |       |                                                                           | Natsume Soseki      |
| ?           | Three Sisters                                               |       |                                                                           | Anton Tsjechov      |
| ?           | Twelfth Night (in samenwerking met: Kyoko Hagi)             |       |                                                                           | William Shakespeare |
| ?           | Time for Hamlet (in samenwerking met: Kyoko Hagi)           |       |                                                                           | William Shakespeare |
| ?           | A Midsummer Night's Dream (in samenwerking met: Kyoko Hagi) |       |                                                                           | William Shakespeare |

#### Musicals
- 1984 Never ending story - première: 1984, Tokio, Tokyo Concerts

### Cantates
- 1958-1970 Genbaku shôkei Koorcantate op de ramp van Hiroshima

### Koormuziek
- 1958 rev.1971 Little Landscapes of Hiroshima voor gemengd koor
- 1960 Songs of Ainu voor koor en orkest
- 1960 Gold Rush voor gemengd koor
- 1963 Children's game song for clapping voor kinderkoor
- 1964 Bokurano Machi ha, Kawabuchi voor kinderkoor
- 1971 All That The Man Left Behind When He Died voor gemengd koor en piano
- 1974 Dabohaze no Uta voor kinderkoor
- 1974 Ichidetachibana voor kinderkoor
- 1985 A Wish voor gemengd koor en piano
- 1985 Circulating Stars voor gemengd koor en piano
- A dark night voor gemengd koor en piano
- Echoes From The Flames voor gemengd koor
- Eternal River, voor gemengd koor, viool en piano
- “Four English Folksongs” uit “A Collection of Japanese lyric poems”, voor gemengd koor - tekst: Shinpei Nakayama
- Song voor gemengd koor en piano
- Songs of Woods (Ki-no-Uta) voor gemengd koor en piano
- Zoo - January voor gemengd koor en piano

### Vocale muziek met orkest of instrumenten
- 1968 Sky voor sopraan en fluit
- 1990 At Noon, the August Sun..... voor sopraan en orkest
- A children's story for the orchestra "Cellist, Gorsh" voor sopraan en piano
- Arióso voor sopraan en piano
- Blanki voor sopraan, cello en piano
- Kodomo to Senro voor sopraan, fluit en piano
- Michi voor sopraan, fluit en piano
- Four Songs of Dusk voor sopraan - teksten: Shuntaro Tanikawa
  1. Dusk is a huge book…
  2. Who turns the light off…
  3. In the next room with nobody in...
  4. For the night to receive the dead…
- Sora voor sopraan, fluit en piano
- Yottu no Yugure no Uta voor sopraan en piano

### Kamermuziek
- 1947 Sonatine voor sopraanblokfluit
- 1965 Rhapsody voor viool en piano
- 1967 Sonata voor fluit en piano
- 1968 Winter on 72nd Street voor viool en piano
- 1974 Shirabe voor piccolo, fluit en altfluit
- 1982 Kacho-Zufu voor Yokubue en slagwerk
- 1985 Song Book voor gitaar en harmonica
- 1989 Quartetto "Legende" voor strijkkwartet
- 1990 Sakura Variations voor strijkkwartet
- 1999 Lament voor strijkkwartet
- 2000 Sanata voor cello
- 2002 Viola Sonata Process voor altviool en piano
- CONTRASTS for two Marimbas

### Werken voor piano
- 1978 Toukkuiguwa
- 1980 Modottekita Hizuke
- 1981 Sonata voor piano
- 1984 3 Songs from "Shima-kodomo-uta 2" (Nursery Songs from Okinawa)
- A Book for Piano
- About Trees
- Blanqui voor twee piano's
- Chugoku-chino No Komori-uta
- Four generals
- No No Hitsuji
- Preludes
- Returned dates voor piano
- Second Piano Sonata "About Trees"
- The Returned Dates
- Third Piano Sonata "Angelus Novus"
- Tuk-Kui-Gwa (A Tiny Bottle)
- Warsawianka Varition

### Werken voor accordeon
- 1988 A Bee Crosses Over the Strait

### Filmmuziek
- 1952-1953 Genbaku shôkei  - (De kinderen van Hiroshima)
- 1958 Amanjaku and Urikohime
- 1960 Hadaka no shima - ("Het naakte eiland" - "l'ile nue (l'ile nue,promenade,theme de l'eau,la mort de l'enfant)"
- 1961 Esugata nyobo
- 1965 Onibaba
- 1966 Sesso perduto
- 1967 Nihon shunaka-ko
- 1968 Yabu no naka no Kuroneko
- 1969 Blind Beast - La Bête aveugle
- 1970 Hadaka no Jukyusai - (Play It Cool)
- 1972 Under the Fluttering Military Flag
- 1975 Okonjoruri
- 1977 Chikuzan hitori tabi
- 1979 Seishoku no ishibumi
- 1980 Akitsu Onsen
- 1981 Honoo no dai gogakusho
- 1982 Hokusai manga - (The Go Masters)
- 1986 Alberi Decidui
- 1993 Bokuto Kidan
- 1995 Gogo no Yuigonjo - A Last Note
- 2000 Sammon Yakusha
- 2003 Fukuro
- 2003 Kôshikei

- Bibliothèque nationale de France: cb13924126g (data)
- CiNii: DA02077720
- Gemeinsame Normdatei: 128740566
- International Standard Name Identifier: 0000 0000 8094 428X
- Library of Congress Control Number: n83181466
- Nationale Bibliotheek van Letland: 000120553
- MusicBrainz: 25e90311-d34f-443f-bdd5-26333a5f0ec2
- Bibliotheek van het Japanse parlement: 00009418
- Nationale Bibliotheek van Tsjechië: xx0150688
- Nederlandse Thesaurus van Auteursnamen: 317730169
- Système universitaire de documentation: 084520590
- Virtual International Authority File: 14960419
- WorldCat: E39PBJwhyCCyhHm46t8v6Ghj4q